# Drepanosticta megametta
Drepanosticta megametta är en trollsländeart som beskrevs av Cowley 1936. Drepanosticta megametta ingår i släktet Drepanosticta och familjen Platystictidae. Inga underarter finns listade i Catalogue of Life.